# Petko Petkow (Schachkomponist)
Petko Andonow Petkow (bulgarisch Петко Андонов Петков, * 27. Februar 1942 in Dobritsch; † 11. August 2024) war ein bulgarischer Schachkomponist.

## Schachjournalist
Nach seinem Hochschulabschluss 1959 nahm Petkow ein Studium der Rechtswissenschaften in Sofia auf. Er arbeitete danach als Journalist zunächst in der Zeitung Naroden Sport, danach als Chefredakteur der Zeitschrift Schachmatna Misl. Seit 1962 publizierte er mehr als hundert Artikel zu Fragen der Schachkomposition, darunter Theoriebeiträge zu den Themen Batteriespiel und -transformation, Bahnung, aktiver weißer König, Grimshaw und Nowotny sowie Umwandlung.
Von 1963 an organisierte er Wettbewerbe im Lösen von Schachkompositionen in vielen bulgarischen Zeitungen und Zeitschriften, wie Pogled, Naroden Sport, Studentska Tribuna, Narodna Armia, Narodna mladej, Sptemwritsche, Stroitel, Nascha Rodina. In Bulgarien erschienen fünf kleinere Bücher Petkows, das letzte 1980 mit dem Titel Schachkomposition – ausgewählte Aufgaben. Mike Prcic publizierte 2000 die Monografie Petkov – Selected Compositions.

## Schachkomposition
Im Jahr 1956 begann Petkow sich für die Schachkomposition zu interessieren. Ab 1958 veröffentlichte er Schachaufgaben, die er vorwiegend ins Ausland sandte, und schuf bis Anfang 1960 bereits 600 Aufgaben. Insgesamt komponierte er bislang mehr als 6100 Aufgaben und gewann etwa 2400 Auszeichnungen, darunter 415 erste Preise. 1984 erhielt er den Titel des Großmeisters für Schachkomposition. Zu seinen Erfolgen zählen die Weltmeistertitel bei den Selbstmatts (1992–1994 und 1998–2000) und im Märchenschach (1998–2000), Goldmedaillengewinner im Olympiaturnier (Selfmates) 1990 in Novi Sad. Im Jahr 1989 wurde Petkow zum Internationalen Schiedsrichter für Schachkomposition ernannt.
Petkow beherrschte sämtliche Zweige der Schachkomposition. Er bevorzugte strategische Themen und synthetisierte verschiedene Ideen in ansprechender ästhetischer Form. In den beiden letzten Jahrzehnten hat er sich hauptsächlich auf die Schwerpunkte Selbstmatt, Märchenschach und Hilfsmatt konzentriert. Nach der Summe der in den FIDE-Alben (1914–1994) erzielten Punkte liegt Petkow mit 333½ gegenwärtig auf dem ersten Platz.
|   | a | b | c | d | e | f | g | h |   |
| 8 |   |   |   |   |   |   |   |   | 8 |
| 7 |   |   |   |   |   |   |   |   | 7 |
| 6 |   |   |   |   |   |   |   |   | 6 |
| 5 |   |   |   |   |   |   |   |   | 5 |
| 4 |   |   |   |   |   |   |   |   | 4 |
| 3 |   |   |   |   |   |   |   |   | 3 |
| 2 |   |   |   |   |   |   |   |   | 2 |
| 1 |   |   |   |   |   |   |   |   | 1 |
|   | a | b | c | d | e | f | g | h |   |

Lösung:

1. f6–f7! Tg3–f3

2. b6–b7 Lf2–g3

3. Sg2–f4 Nowotny Tf3xf4

4. b7–b8D Tf4–f2+ Abzugsangriff

5. Kd2–e3 Lg3xb8

6. Ke3xf2 Lb8–a7

7. f7–f8L gewinnt Unterverwandlung, denn 7. f7–f8D? taugt nicht wegen La7xc5+ 8. Df8xc5 Patt